# Marsz Mokotowa

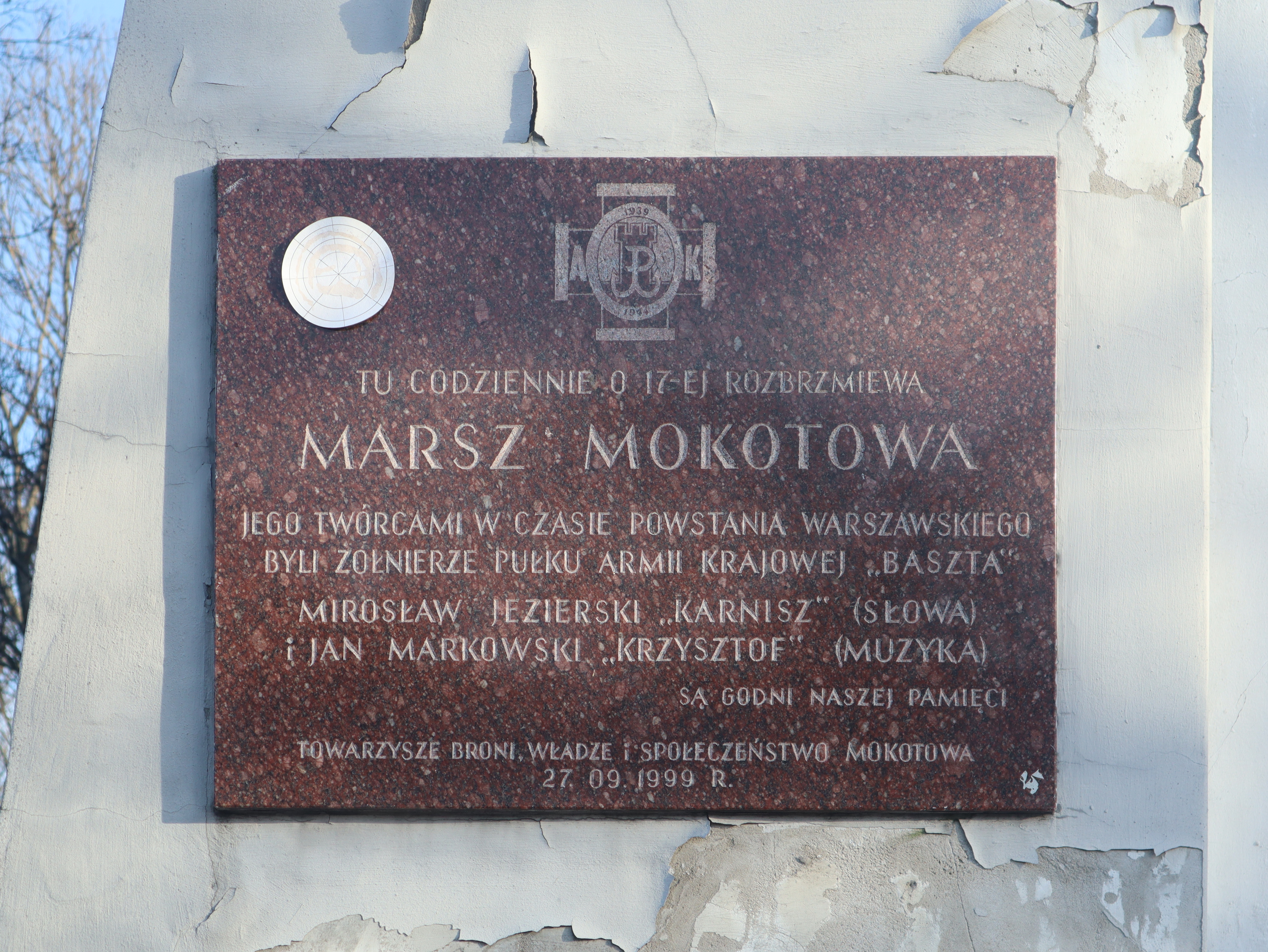
Upamiętnienie Marszu Mokotowa przy ul. Puławskiej 59 w Warszawie

Marsz Mokotowa – nieformalny hymn dzielnicy Mokotów. Jest również oficjalnym hymnem Hufca ZHP Warszawa-Mokotów im. Szarych Szeregów od 1967 roku.

## Opis
Piosenka powstała podczas powstania warszawskiego, 20 sierpnia 1944 i od tego czasu stała się jednym z symboli Mokotowa. Autorem słów jest Mirosław Jezierski (ps. „Karnisz“), a muzyki Jan Markowski (ps. „Krzysztof“).
Od 1969 roku rozbrzmiewa codziennie o godzinie 17.00 (na pamiątkę godziny „W“, czyli wybuchu powstania warszawskiego) z wieży zegarowej Domku Gotyckiego przy ul. Puławskiej 59.